# ゴレット (潜水艦)
ゴレット (USS Golet, SS-361) は、アメリカ海軍の潜水艦。ガトー級潜水艦の一隻。艦名はロシア語で「イワナ」を表すГолецを語源とし、ホッキョクイワナを中心とした北米産のサケ科イワナ属の通称に因む。

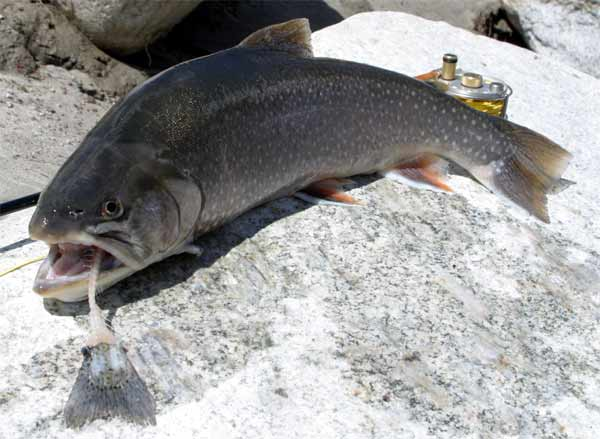
ホッキョクイワナ（通称Golets）

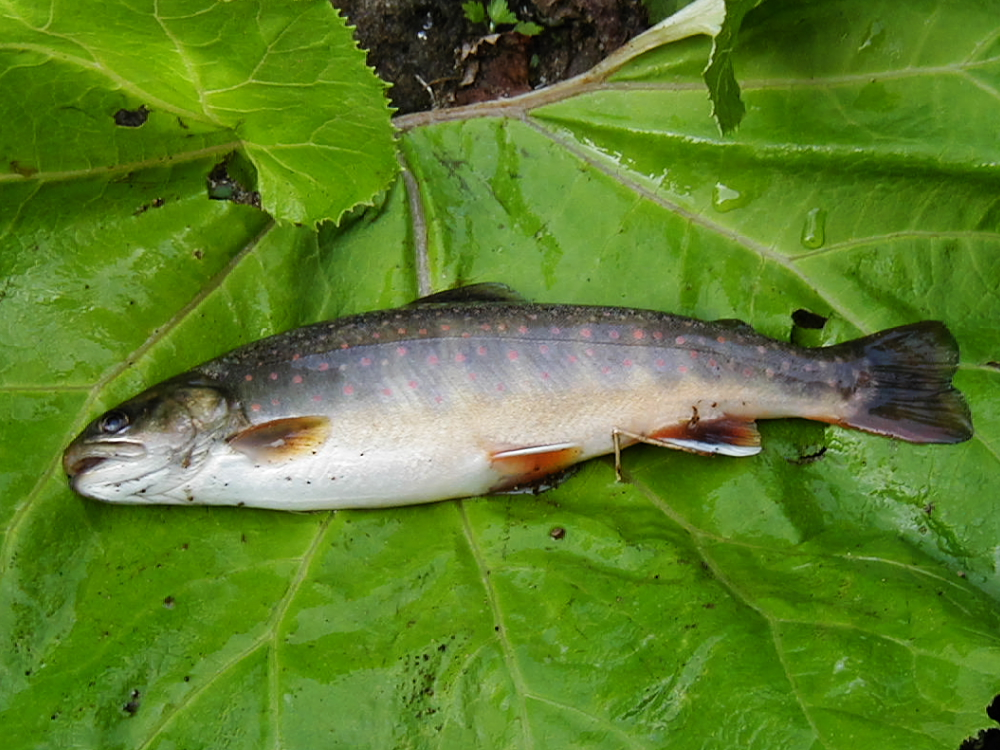
オショロコマ（通称Golets）

## 艦歴
「ゴレット」は1943年1月27日にウィスコンシン州マニトワックのマニトワック造船で起工する。1943年8月1日にウィリー夫人（ウィスコンシン州選出上院議員アレクサンダー・ウィリーの妻）によって進水し、艦長ジェームズ・M・クレメント少佐（アナポリス卒業年次不明）の指揮下1943年11月30日に就役する。マニトワックを1943年12月19日に出航し、ミシシッピ川を経由してルイジアナ州ニューオーリンズに12月28日に到着した。パナマで整調訓練を行った後、ハワイ水域で最終の戦闘訓練を行った。なお、この間に艦長がフィリップ・H・ロス中佐（アナポリス1927年組）に代わった。
なお、この「ゴレット」から「ハンマーヘッド (USS Hammerhead, SS-364) 」までの4隻は、本来はバラオ級潜水艦として建造される予定だったが、高張力鋼調達に問題が生じたことや設計図の出図の遅れなど諸事情により、ガトー級として建造されたものである。

### 哨戒
1944年3月18日、「ゴレット」は最初の哨戒で千島列島に向かった。哨戒は厳寒の中、霧と激しい風雨に見舞われた。4月18日に北緯39度12分 東経142度13分 / 北緯39.200度 東経142.217度の地点で4,000トンから5,000トン級の輸送船に遭遇したものの、攻撃射程に捉えることができなかった。5月3日、46日の哨戒を終えてミッドウェー島へ帰投。艦長がジェームズ・S・クラーク少佐（アナポリス1935年組）に代わった。
5月28日、「ゴレット」は2回目の哨戒で日本近海北部に向かったが、行方不明となる。7月5日に担当海域を離れ、7月12日もしくは13日にミッドウェー島に到着する予定であった。7月9日に送られたメッセージを確認できず、7月26日に喪失したと推定された。
6月3日15時、北緯35度47分 東経154度54分 / 北緯35.783度 東経154.900度の犬吠埼東方1320km地点付近で哨戒中の特設監視艇「第拾振興丸」（東北振興水産、72トン）が、浮上した潜水艦からの砲撃を受けていると報告した後に消息を絶った。近くを哨戒中の特設監視艇「第七号正栄丸」（四宮爲藏、102トン）が確認に向かい、「第十振興丸」を撃沈したと思われる潜水艦を発見したが、相手は潜航していった。「第七号正栄丸」は17時過ぎに「第十振興丸」の生存者を発見し、救助した。それから45分後、北緯36度00分 東経155度00分 / 北緯36.000度 東経155.000度の地点で「第七号正栄丸」は浮上した潜水艦を発見。17時58分、潜水艦からの砲撃を受けているとの報告を最後に、「第七号正栄丸」も消息を絶った。この2隻は「ゴレット」の戦果であると推定された。

### ゴレットの最期
日本側の記録である『大湊防備隊戦闘詳報』などを参照すると、ゴレットの最期は次のように推測されている。
6月14日15時45分、北緯40度59分 東経141度27分 / 北緯40.983度 東経141.450度の白糠灯台（青森県東通村）165度9.2海里の地点を接岸航行中の輸送船「相模川丸」（東洋海運、6,886トン）は潜水艦からの3度の雷撃を受け、合計9本の魚雷に襲われたが回避した。当時このあたりで活動していた他のアメリカ潜水艦の記録を照合すると、この「相模川丸」を雷撃した潜水艦は「ゴレット」であると判断されている。「相模川丸」からの警報を受け、大湊警備府はただちに大湊航空隊の航空機と特設掃海艇、特設駆潜艇などを繰り出して捜索を行った。このあたりは、機雷敷設能力もある特設巡洋艦「盤谷丸」（大阪商船、5,351トン）が1942年以来たびたび対潜機雷を敷設した場所であり、白糠灯台沖や久慈湾、宮古湾沖などに敷設されていた。白糠灯台163度9カイリの地点で発見されたと思われる「ゴレット」は、同日15時55分以降、特設駆潜艇など6隻の艦艇に包囲追跡されたのち、次第に白糠灯台沖の機雷原に足を踏み入れたと考えられ、6月17日には潜水艦の物と思われる多くの破片が浮上し、幅100m、長さ5,200mにわたり重油が流れているのを確認したとある。『大湊防備隊戦闘詳報』では、触雷地点を白糠灯台125度6カイリの地点としている。もっとも、触雷した割には1944年11月7日に恵山岬灯台沖で触雷沈没した「アルバコア (USS Albacore, SS-218) 」のときのような、触雷の根拠となる具体的な記述に乏しく、あるいは触雷しても小爆発に留まった可能性もある。
4日後の6月18日、白糠灯台沖には長さ2,000mの重油の油帯が依然として残っていた。これが4日前の油帯の残りなのか新たな油帯なのかは判別つかず、ともかくこの油帯を確認した特設監視艇「宮丸」（大濱漁業、81トン）の報告を受けた大湊航空隊の水上偵察機が8時30分、油帯に爆弾を投下し「宮丸」も爆雷攻撃を行った。その後、13時と15時50分にも繰り返し攻撃を実施。その結果、気泡や新たな重油の噴出が確認され、後者に関しては6月20日まで確認された。どちらの攻撃が「ゴレット」の最期を示すものかは判然としないが、14日に致命的なダメージを受け18日に止めを刺されたか、あるいは14日に触雷沈没して18日に攻撃したのは「ゴレット」の残骸だった可能性もある。
アメリカ側記録では、「ゴレット」の沈没位置を北緯41度04分 東経141度30分 / 北緯41.067度 東経141.500度としている。